# Incisura preoccipitale
L'incisura preoccipitale (detta anche incisura preoccipitale di Meynert), è una indentazione o solco che si trova sulla faccia esterna del lobo occipitale della corteccia, a circa 5 cm dal polo occipitale e sul margine infero-laterale del cervello. È considerato un punto di repere (riferimento), in quanto il lobo occipitale si trova localizzato proprio subito dietro la linea che collega questa incisura con il solco parietoccipitale. Inoltre l'incisura aiuta a definire il limite anteriore ed inferiore del lobo occipitale rispetto a quello temporale. Si presenta come una piccola tacca sulla parte posteriore del lobo temporale inferiore.

## Galleria d'immagini

L'incisura preoccipitale (indicata in rosso)